# ادیت فلاوز
ادیت فلاوز (انگلیسی: Edith Fellows؛ ‏ ۲۰ مهٔ ۱۹۲۳ – ۲۶ ژوئن ۲۰۱۱) هنرپیشه اهل ایالات متحده آمریکا بود. وی بین سال‌های ۱۹۲۹ تا ۱۹۹۵ میلادی فعالیت می‌کرد.
از فیلم‌ها یا برنامه‌های تلویزیونی که وی در آن نقش داشته‌است، می‌توان به حریره و شیر، جین ایر، خشم سیاه، بابا لنگ‌دراز و هاکلبری فین اشاره کرد.